# Manuel Almunia
Manuel Almunia (Pamplona, 19. svibnja 1977.) je španjolski bivši nogometaš. Igrao je na poziciji vratara.

## Klupski uspjesi
Arsenal
- FA kup (1): 2004./05.